# Major League Soccer 2013
La temporada 2013 de la Major League Soccer (MLS) fue la 18.ª edición realizada de la primera división del fútbol en los Estados Unidos y Canadá. Empezó el 2 de marzo y terminó el 7 de diciembre.
Sporting Kansas City ganaron su segunda MLS Cup de su historia tras vencer en la tanda de penales al Real Salt Lake por 7-6, después del empate 1-1 en el tiempo extra.

## Cambios
- El formato de la competencia va a ser el mismo que se jugó en la temporada 2012.
- En las jornadas de verano, la mayoría de los partidos no se van a jugar antes de las 16:00 hora local, esto es para evitar desgaste de los jugadores y a las altas temperaturas.[1]
- Ivy Funds firmó como primer y nuevo patrocinador para la camiseta de Sporting Kansas City.[3]

## Información de los equipos
| Chicago Fire                              | Bridgeview       | Frank Klopas      | Toyota Park                | 20.000 |
| Chivas USA                                | Carson           | José Luis Real    | StubHub Center             | 27.000 |
| Colorado Rapids                           | Commerce City    | Óscar Pareja      | Dick's Sporting Goods Park | 19.680 |
| Columbus Crew                             | Columbus         | Brian Bliss (I)   | Columbus Crew Stadium      | 20.145 |
| D.C. United                               | Washington D. C. | Ben Olsen         | RFK Memorial Stadium       | 19.467 |
| FC Dallas                                 | Frisco           | Schellas Hyndman  | Toyota Stadium             | 21.193 |
| Houston Dynamo                            | Houston          | Dominic Kinnear   | BBVA Compass Stadium       | 22.000 |
| Los Angeles Galaxy                        | Carson           | Bruce Arena       | StubHub Center             | 27.000 |
| Montreal Impact                           | Montreal         | Marco Schällibaum | Estadio Saputo             | 20.341 |
| New England Revolution                    | Foxborough       | Jay Heaps         | Gillette Stadium           | 22.385 |
| New York Red Bulls                        | Harrison         | Mike Petke        | Red Bull Arena             | 25.189 |
| Philadelphia Union                        | Chester          | John Hackworth    | PPL Park                   | 18.500 |
| Portland Timbers                          | Portland         | Caleb Porter      | Jeld-Wen Field             | 20.323 |
| Real Salt Lake                            | Sandy            | Jason Kreis       | Rio Tinto Stadium          | 20.213 |
| San Jose Earthquakes                      | Santa Clara      | Mark Watson (I)   | Buck Shaw Stadium          | 10.525 |
| Seattle Sounders FC                       | Seattle          | Sigi Schmid       | CenturyLink Field          | 38.500 |
| Sporting Kansas City                      | Kansas City      | Peter Vermes      | Sporting Park              | 18.467 |
| Toronto FC                                | Toronto          | Ryan Nelsen       | BMO Field                  | 21.859 |
| Vancouver Whitecaps                       | Vancouver        | Martin Rennie     | BC Place                   | 21.000 |
| Datos actualizados al 7 de junio de 2013. |                  |                   |                            |        |

### Equipos porestadoyprovincia
Estados Unidos
| Estado           | N.º | Equipos                                               |
| ---------------- | --- | ----------------------------------------------------- |
| California       | 3   | Chivas USA, Los Angeles Galaxy y San Jose Earthquakes |
| Texas            | 2   | FC Dallas y Houston Dynamo                            |
| Colorado         | 1   | Colorado Rapids                                       |
| Illinois         | 1   | Chicago Fire                                          |
| Kansas           | 1   | Sporting Kansas City                                  |
| Massachusetts    | 1   | New England Revolution                                |
| Nueva Jersey     | 1   | New York Red Bulls                                    |
| Ohio             | 1   | Columbus Crew                                         |
| Oregón           | 1   | Portland Timbers                                      |
| Pensilvania      | 1   | Philadelphia Union                                    |
| Utah             | 1   | Real Salt Lake                                        |
| Washington       | 1   | Seattle Sounders FC                                   |
| Washington D. C. | 1   | D.C. United                                           |

Canadá
| Provincia          | N.º | Equipos             |
| ------------------ | --- | ------------------- |
| Columbia Británica | 1   | Vancouver Whitecaps |
| Ontario            | 1   | Toronto FC          |
| Quebec             | 1   | Montreal Impact     |

### Cambios de entrenadores
Pretemporada
| Club               | Entrenador saliente        | Fecha de salida         | Reemplazado por        | Fecha de llegada        |
| ------------------ | -------------------------- | ----------------------- | ---------------------- | ----------------------- |
| Portland Timbers   | Gavin Wilkinson (interino) | 26 de noviembre de 2012 | Caleb Porter           | 26 de noviembre de 2012 |
| Montreal Impact    | Jesse Marsch               | 3 de noviembre de 2012  | Marco Schällibaum      | 6 de enero de 2013      |
| New York Red Bulls | Hans Backe                 | 9 de noviembre de 2012  | Mike Petke             | 24 de enero de 2013     |
| Chivas USA         | Robin Fraser               | 9 de noviembre de 2011  | José Luis Sánchez Solá | 12 de diciembre de 2012 |
| Toronto FC         | Paul Mariner               | 7 de enero de 2012      | Ryan Nelsen            | 7 de enero de 2013      |

Temporada
| Club                 | Entrenador saliente    | Fecha de salida         | Reemplazado por        | Fecha de llegada        |
| -------------------- | ---------------------- | ----------------------- | ---------------------- | ----------------------- |
| Chivas USA           | José Luis Sánchez Solá | 29 de mayo de 2013      | José Luis Real         | 30 de mayo de 2013      |
| San Jose Earthquakes | Frank Yallop           | 7 de junio de 2013      | Mark Watson (interino) | 7 de junio de 2013      |
| Columbus Crew        | Robert Warzycha        | 2 de septiembre de 2013 | Brian Bliss (interino) | 2 de septiembre de 2013 |

## Posiciones
- Actualizado el 28 de octubre de 2013.

### Conferencia Este
| Pos. | Equipos                | PJ | G  | E  | P  | GF | GC | Dif. | Pts. |
| ---- | ---------------------- | -- | -- | -- | -- | -- | -- | ---- | ---- |
| 1    | New York Red Bulls     | 34 | 17 | 8  | 9  | 58 | 41 | +17  | 59   |
| 2    | Sporting Kansas City   | 34 | 17 | 7  | 10 | 47 | 30 | +17  | 58   |
| 3    | New England Revolution | 34 | 14 | 9  | 11 | 49 | 38 | +11  | 51   |
| 4    | Houston Dynamo         | 34 | 14 | 9  | 11 | 41 | 41 | 0    | 51   |
| 5    | Montreal Impact        | 34 | 14 | 7  | 13 | 50 | 49 | +1   | 49   |
| 6    | Chicago Fire           | 34 | 14 | 7  | 13 | 47 | 52 | -5   | 49   |
| 7    | Philadelphia Union     | 34 | 12 | 10 | 12 | 42 | 44 | -2   | 46   |
| 8    | Columbus Crew          | 34 | 12 | 5  | 17 | 42 | 46 | -4   | 41   |
| 9    | Toronto FC             | 34 | 6  | 11 | 17 | 30 | 47 | -17  | 29   |
| 10   | D.C. United            | 34 | 3  | 7  | 24 | 22 | 59 | -37  | 16   |

     Clasifica a los playoffs 2013.

     Clasifica a los playoffs 2013 (Primera ronda).

### Conferencia Oeste
| Pos. | Equipos              | PJ | G  | E  | P  | GF | GC | Dif. | Pts. |
| ---- | -------------------- | -- | -- | -- | -- | -- | -- | ---- | ---- |
| 1    | Portland Timbers     | 34 | 14 | 15 | 5  | 54 | 33 | +21  | 57   |
| 2    | Real Salt Lake       | 34 | 16 | 8  | 10 | 57 | 41 | +16  | 56   |
| 3    | Los Angeles Galaxy   | 34 | 15 | 8  | 11 | 53 | 38 | +15  | 53   |
| 4    | Seattle Sounders FC  | 34 | 15 | 7  | 12 | 42 | 42 | 0    | 52   |
| 5    | Colorado Rapids      | 34 | 14 | 9  | 11 | 45 | 38 | +7   | 51   |
| 6    | San Jose Earthquakes | 34 | 14 | 9  | 11 | 35 | 42 | -7   | 51   |
| 7    | Vancouver Whitecaps  | 34 | 13 | 9  | 12 | 53 | 45 | +8   | 48   |
| 8    | FC Dallas            | 34 | 12 | 11 | 11 | 48 | 52 | -4   | 47   |
| 9    | Chivas USA           | 34 | 6  | 8  | 20 | 30 | 67 | -37  | 26   |

     Clasifica a los playoffs 2013.

     Clasifica a los playoffs 2013 (Primera ronda).

### Tabla General
| Pos. | Equipos                | PJ | G  | E  | P  | GF | GC | Dif. | Pts. |
| ---- | ---------------------- | -- | -- | -- | -- | -- | -- | ---- | ---- |
| 1    | New York Red Bulls     | 34 | 17 | 8  | 9  | 58 | 41 | +17  | 59   |
| 2    | Sporting Kansas City   | 34 | 17 | 7  | 10 | 47 | 30 | +17  | 58   |
| 3    | Portland Timbers       | 34 | 14 | 15 | 5  | 54 | 33 | +21  | 57   |
| 4    | Real Salt Lake         | 34 | 16 | 8  | 10 | 57 | 41 | +16  | 56   |
| 5    | Los Angeles Galaxy     | 34 | 15 | 8  | 11 | 53 | 38 | +15  | 53   |
| 6    | Seattle Sounders FC    | 34 | 15 | 7  | 12 | 42 | 42 | 0    | 52   |
| 7    | New England Revolution | 34 | 14 | 9  | 11 | 49 | 38 | +11  | 51   |
| 8    | Colorado Rapids        | 34 | 14 | 9  | 11 | 45 | 38 | +7   | 51   |
| 9    | Houston Dynamo         | 34 | 14 | 9  | 11 | 41 | 41 | 0    | 51   |
| 10   | San Jose Earthquakes   | 34 | 14 | 9  | 11 | 35 | 42 | -7   | 51   |
| 11   | Montreal Impact        | 34 | 14 | 7  | 13 | 50 | 49 | +1   | 49   |
| 12   | Chicago Fire           | 34 | 14 | 7  | 13 | 47 | 52 | -5   | 49   |
| 13   | Vancouver Whitecaps    | 34 | 13 | 9  | 12 | 53 | 45 | +8   | 48   |
| 14   | Philadelphia Union     | 34 | 12 | 10 | 12 | 42 | 44 | -2   | 46   |
| 15   | FC Dallas              | 34 | 11 | 11 | 12 | 48 | 52 | -4   | 44   |
| 16   | Columbus Crew          | 34 | 12 | 5  | 17 | 42 | 46 | -4   | 41   |
| 17   | Toronto FC             | 34 | 6  | 11 | 17 | 30 | 47 | -17  | 29   |
| 18   | Chivas USA             | 34 | 6  | 8  | 20 | 30 | 67 | -37  | 26   |
| 19   | D.C. United            | 34 | 3  | 7  | 24 | 22 | 59 | -37  | 16   |

     MLS Supporters' Shield 2013, Concacaf Liga Campeones 2014-15.

     Clasificado a la Concacaf Liga Campeones 2014-15 por tener el mejor desempeño (mayor cantidad de puntos) en su conferencia, opuesta al ganador de la MLS Supporters' Shield.

## Postemporada
El formato de la postemporada fue el mismo que se desarrolló en la temporada pasada. Los 5 mejores de cada conferencia clasifican a los playoffs. Los equipos que finalicen entre el 4º al 5º lugar de cada conferencia se jugará un partido en Primera Ronda, el ganador accede a Semifinales de conferencia para enfrentar contra un equipo que finalice 1º en su respectiva conferencia. En las finales de conferencia, cada llave jugará 2 partidos (ida y vuelta) y los ganadores acceden a la final de la MLS Cup. La final de la MLS Cup se jugó el 7 de diciembre y la sede de la MLS Cup se disputó en el estadio del equipo que haya terminado con la mayor cantidad de puntos en la temporada regular.
|  | Primera ronda |                 |   |  |
|  |               |                 |   |  |
|  | E4            | Houston Dynamo  | 3 |  |
|  | E4            | Houston Dynamo  | 3 |  |
|  | E5            | Montreal Impact | 0 |  |
|  | E5            | Montreal Impact | 0 |  |

|  | Primera ronda |                     |   |  |
|  |               |                     |   |  |
|  | O4            | Seattle Sounders FC | 2 |  |
|  | O4            | Seattle Sounders FC | 2 |  |
|  | O5            | Colorado Rapids     | 0 |  |
|  | O5            | Colorado Rapids     | 0 |  |

|  | Semifinales de conferencia | Semifinales de conferencia | Semifinales de conferencia | Semifinales de conferencia |       |    | Finales de conferencia | Finales de conferencia | Finales de conferencia | Finales de conferencia |  |    | MLS Cup                  | MLS Cup | MLS Cup |  |
|  |                            |                            |                            |                            |       |    |                        |                        |                        |                        |  |    |                          |         |         |  |
|  |                            |                            |                            |                            |       |    |                        |                        |                        |                        |  |    |                          |         |         |  |
|  | E1                         | New York Red Bulls         | 2                          | 1                          |       |    |                        |                        |                        |                        |  |    |                          |         |         |  |
|  | E1                         | New York Red Bulls         | 2                          | 1                          |       |    |                        |                        |                        |                        |  |    |                          |         |         |  |
|  | E4                         | Houston Dynamo             | 2                          | 2                          |       |    |                        |                        |                        |                        |  |    |                          |         |         |  |
|  | E4                         | Houston Dynamo             | 2                          | 2                          |       | E4 | Houston Dynamo         | 0                      | 1                      |                        |  |    |                          |         |         |  |
|  | Conferencia Este           |                            |                            |                            |       | E4 | Houston Dynamo         | 0                      | 1                      |                        |  |    |                          |         |         |  |
|  |                            |                            | E2                         | Sporting Kansas City       | 0     | 2  |                        |                        |                        |                        |  |    |                          |         |         |  |
|  | E2                         | Sporting Kansas City       | E2                         | Sporting Kansas City       | 0     | 2  | 1                      | 3                      |                        |                        |  |    |                          |         |         |  |
|  | E2                         | Sporting Kansas City       |                            |                            |       |    |                        |                        |                        |                        |  |    |                          |         |         |  |
|  | E3                         | New England Revolution     | 2                          | 1                          |       |    |                        |                        |                        |                        |  |    |                          |         |         |  |
|  | E3                         | New England Revolution     | 2                          | 1                          |       |    |                        |                        |                        |                        |  | E2 | Sporting Kansas City (p) | 1 (7)   |         |  |
|  |                            |                            |                            |                            |       |    |                        |                        |                        |                        |  | E2 | Sporting Kansas City (p) | 1 (7)   |         |  |
|  |                            |                            | O2                         | Real Salt Lake             | 1 (6) |    |                        |                        |                        |                        |  |    |                          |         |         |  |
|  | O1                         | Portland Timbers           | O2                         | Real Salt Lake             | 1 (6) | 2  | 3                      |                        |                        |                        |  |    |                          |         |         |  |
|  | O1                         | Portland Timbers           |                            |                            |       |    |                        |                        |                        |                        |  |    |                          |         |         |  |
|  | O4                         | Seattle Sounders FC        | 1                          | 2                          |       |    |                        |                        |                        |                        |  |    |                          |         |         |  |
|  | O4                         | Seattle Sounders FC        | 1                          | 2                          |       | O1 | Portland Timbers       | 2                      | 0                      |                        |  |    |                          |         |         |  |
|  | Conferencia Oeste          |                            |                            |                            |       | O1 | Portland Timbers       | 2                      | 0                      |                        |  |    |                          |         |         |  |
|  |                            |                            | O2                         | Real Salt Lake             | 4     | 1  |                        |                        |                        |                        |  |    |                          |         |         |  |
|  | O2                         | Real Salt Lake             | O2                         | Real Salt Lake             | 4     | 1  | 0                      | 2                      |                        |                        |  |    |                          |         |         |  |
|  | O2                         | Real Salt Lake             |                            |                            |       |    |                        |                        |                        |                        |  |    |                          |         |         |  |
|  | O3                         | Los Angeles Galaxy         | 1                          | 0                          |       |    |                        |                        |                        |                        |  |    |                          |         |         |  |
|  | O3                         | Los Angeles Galaxy         | 1                          | 0                          |       |    |                        |                        |                        |                        |  |    |                          |         |         |  |
|  |                            |                            |                            |                            |       |    |                        |                        |                        |                        |  |    |                          |         |         |  |

### Ronda preliminar (Primera Ronda)
Primera Ronda 1
| 31 de octubre de 2013, 19:30 (UTC-5) | Houston Dynamo                           | 3:0 (2:0) | Montreal Impact | BBVA Compass Stadium, Houston, Texas                    |                                                         |
|                                      | Bruin 16' 72' · Boniek García 27' (pen.) | Reporte   |                 | Asistencia: 10.476 espectadores Árbitro(s): Mark Geiger | Asistencia: 10.476 espectadores Árbitro(s): Mark Geiger |

Primera Ronda 2
| 30 de octubre de 2013, 19:30 (UTC-7) | Seattle Sounders FC          | 2:0 (1:0) | Colorado Rapids | CenturyLink Field, Seattle, Washington                      |                                                             |
|                                      | Evans 28' · E. Johnson 90+3' | Reporte   |                 | Asistencia: 32.204 espectadores Árbitro(s): Silviu Petrescu | Asistencia: 32.204 espectadores Árbitro(s): Silviu Petrescu |

### Semifinales de conferencia
Conferencia Este
| 3 de noviembre de 2013, 15:30 (UTC-6) | Houston Dynamo             | 2:2 (0:2) | New York Red Bulls         | BBVA Compass Stadium, Houston, Texas                        |                                                             |
|                                       | Clark 51' · Cummings 90+2' | Reporte   | Cahill 22' · Alexander 32' | Asistencia: 20.626 espectadores Árbitro(s): Ricardo Salazar | Asistencia: 20.626 espectadores Árbitro(s): Ricardo Salazar |

| 6 de noviembre de 2013, 20:00 (UTC-5) | New York Red Bulls  | 1:2 (1:1) | Houston Dynamo            | Red Bull Arena, Chester, Nueva Jersey                       |                                                             |
|                                       | Wright-Phillips 23' | Reporte   | Davis 36' · Cummings 104' | Asistencia: 22.264 espectadores Árbitro(s): Silviu Petrescu | Asistencia: 22.264 espectadores Árbitro(s): Silviu Petrescu |

| 2 de noviembre de 2013, 20:00 (UTC-4) | New England Revolution | 2:1 (0:0) | Sporting Kansas City | Gillette Stadium, Foxborough, Massachusetts               |                                                           |
|                                       | Dorman 55' · Rowe 67'  | Reporte   | Collin 69'           | Asistencia: 15.164 espectadores Árbitro(s): Ismail Elfath | Asistencia: 15.164 espectadores Árbitro(s): Ismail Elfath |

| 6 de noviembre de 2013, 20:00 (UTC-6) | Sporting Kansas City                   | 3:1 (1:0) | New England Revolution | Livestrong Sporting Park, Kansas City, Kansas           |                                                         |
|                                       | Collin 41' · Sinovic 79' · Bieler 113' | Reporte   | Imbongo 70'            | Asistencia: 19.031 espectadores Árbitro(s): Mark Geiger | Asistencia: 19.031 espectadores Árbitro(s): Mark Geiger |

Conferencia Oeste
| 2 de noviembre de 2013, 19:00 (UTC-7) | Seattle Sounders FC | 1:2 (0:1) | Portland Timbers           | CenturyLink Field, Seattle, Washington                       |                                                              |
|                                       | Alonso 90'          | Reporte   | R. Johnson 15' · Nagbe 67' | Asistencia: 38.507 espectadores Árbitro(s): Baldomero Toledo | Asistencia: 38.507 espectadores Árbitro(s): Baldomero Toledo |

| 7 de noviembre de 2013, 20:00 (UTC-8) | Portland Timbers                               | 3:2 (2:0) | Seattle Sounders FC         | Jeld-Wen Field, Portland, Oregón                            |                                                             |
|                                       | W. Johnson 29' (pen.) · Valeri 44' · Danso 47' | Reporte   | Yedlin 74' · E. Johnson 76' | Asistencia: 20.674 espectadores Árbitro(s): Hilario Grajeda | Asistencia: 20.674 espectadores Árbitro(s): Hilario Grajeda |

| 3 de noviembre de 2013, 18:00 (UTC-8) | Los Angeles Galaxy | 1:0 (0:0) | Real Salt Lake | Stubhub Center, Carson, California                      |                                                         |
|                                       | Franklin 48'       | Reporte   |                | Asistencia: 27.000 espectadores Árbitro(s): Kevin Stott | Asistencia: 27.000 espectadores Árbitro(s): Kevin Stott |

| 7 de noviembre de 2013, 19:00 (UTC-7) | Real Salt Lake               | 2:0 (1:0) | Los Angeles Galaxy | Rio Tinto Stadium, Sandy, Utah                               |                                                              |
|                                       | Velásquez 35' · Schuler 102' | Reporte   |                    | Asistencia: 19.042 espectadores Árbitro(s): Baldomero Toledo | Asistencia: 19.042 espectadores Árbitro(s): Baldomero Toledo |

### Finales de conferencia
Conferencia Este
| 9 de noviembre de 2013, 13:30 (UTC-6) | Houston Dynamo | 0:0     | Sporting Kansas City | BBVA Compass Stadium, Houston, Texas                    |                                                         |
|                                       |                | Reporte |                      | Asistencia: Kevin Stott espectadores Árbitro(s): 22.107 | Asistencia: Kevin Stott espectadores Árbitro(s): 22.107 |

| 23 de noviembre de 2013, 18:30 (UTC-6) | Sporting Kansas City   | 2:1 (1:1) | Houston Dynamo | Livestrong Sporting Park, Kansas City, Kansas                |                                                              |
|                                        | Sapong 14' · Dwyer 63' | Reporte   | García 3'      | Asistencia: 21.650 espectadores Árbitro(s): Baldomero Toledo | Asistencia: 21.650 espectadores Árbitro(s): Baldomero Toledo |

Conferencia Oeste
| 10 de noviembre de 2013, 19:00 (UTC-7) | Real Salt Lake                                         | 4:2 (2:1) | Portland Timbers                 | Rio Tinto Stadium, Sandy, Utah                                 |                                                                |
|                                        | Schuler 35' · Findley 41' · Sandoval 48' · Morales 82' | Reporte   | W. Johnson 14' · Piquionne 90+4' | Asistencia: 17.333 espectadores Árbitro(s): Armando Villarreal | Asistencia: 17.333 espectadores Árbitro(s): Armando Villarreal |

| 24 de noviembre de 2013, 18:00 (UTC-8) | Portland Timbers | 0:1 (0:1) | Real Salt Lake | Jeld-Wen Field, Portland, Oregón                        |                                                         |
|                                        |                  | Reporte   | Findley 29'    | Asistencia: 20.674 espectadores Árbitro(s): Mark Geiger | Asistencia: 20.674 espectadores Árbitro(s): Mark Geiger |

### MLS Cup 2013
| 7 de diciembre de 2013, 15:00 (UTC-6) | Sporting Kansas City                                                                     | 1:1 (0:0) (7:6 p.)         | Real Salt Lake                                                                                       | Livestrong Sporting Park, Kansas City, Kansas               |                                                             |
|                                       | Collin 76'                                                                               | Reporte                    | Saborío 52'                                                                                          | Asistencia: 21.650 espectadores Árbitro(s): Hilario Grajeda | Asistencia: 21.650 espectadores Árbitro(s): Hilario Grajeda |
|                                       |                                                                                          | Tiros desde el punto penal | |                                                             |                                                             |
|                                       | Bieler · Nagamura · Besler · Feilhaber · Zusi · Sinovic · Sapong · Olum · Myers · Collin |                            | Saborío · Grabavoy · Beckerman · Plata · Morales · Schuler · Beltran · Velásquez · Borchers · Palmer |                                                             |                                                             |

|                                         |
| Bandera de Kansas                       |
| Campeón Sporting Kansas City 2.° título |

## Premios individuales

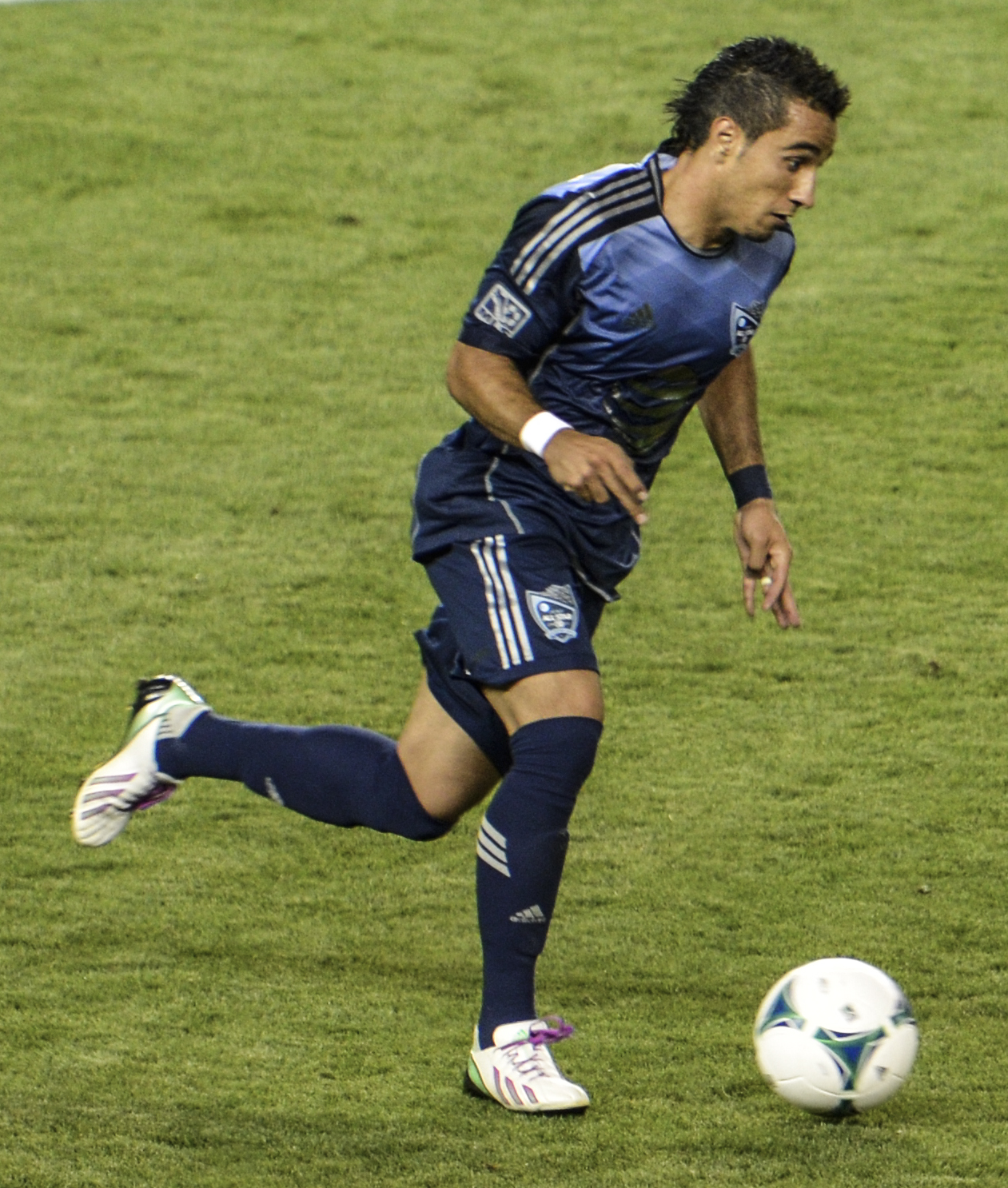
Camilo Sanvezzo fue el máximo anotador con 22 goles y ganador de la Bota de Oro.

### Goleadores
| Jugador          | Equipo                 | Goles |
| ---------------- | ---------------------- | ----- |
| Camilo Sanvezzo  | Vancouver Whitecaps    | 22    |
| Mike Magee       | Chicago Fire           | 21    |
| Marco Di Vaio    | Montreal Impact        | 20    |
| Robbie Keane     | Los Angeles Galaxy     | 16    |
| Diego Fagúndez   | New England Revolution | 13    |
| Dominic Oduro    | Columbus Crew          | 13    |
| Álvaro Saborío   | Real Salt Lake         | 12    |
| Jack McInerney   | Philadelphia Union     | 12    |
| Federico Higuaín | Columbus Crew          | 11    |
| Tim Cahill       | New York Red Bulls     | 11    |

### Asistencias
| Jugador           | Equipo             | Asistencias |
| ----------------- | ------------------ | ----------- |
| Diego Valeri      | Portland Timbers   | 13          |
| Sébastien Le Toux | Philadelphia Union | 12          |
| Robbie Keane      | Los Angeles Galaxy | 11          |
| Javier Morales    | Real Salt Lake     | 10          |
| Brad Davis        | Houston Dynamo     | 9           |
| David Ferreira    | FC Dallas          | 9           |
| Federico Higuaín  | Columbus Crew      | 9           |
| Landon Donovan    | Los Angeles Galaxy | 9           |

### Jugador de la semana
| Semana    | Futbolista      | Equipo                 |
| --------- | --------------- | ---------------------- |
| Semana 1  | Mike Magee      | Los Angeles Galaxy     |
| Semana 2  | Robert Earnshaw | Toronto FC             |
| Semana 3  | Bill Hamid      | D.C. United            |
| Semana 4  | Juan Agudelo    | Chivas USA             |
| Semana 5  | Will Johnson    | Portland Timbers       |
| Semana 6  | Ryan Johnson    | Portland Timbers       |
| Semana 7  | Brad Davis      | Houston Dynamo         |
| Semana 8  | Jack McInerney  | Philadelphia Union     |
| Semana 9  | Tim Cahill      | New York Red Bulls     |
| Semana 10 | Graham Zusi     | Sporting Kansas City   |
| Semana 11 | Will Bruin      | Houston Dynamo         |
| Semana 12 | Eddie Johnson   | Seattle Sounders FC    |
| Semana 13 | Marco Di Vaio   | Montreal Impact        |
| Semana 14 | Diego Fagúndez  | New England Revolution |
| Semana 15 | Olmes García    | Real Salt Lake         |
| Semana 16 | Kenny Miller    | Vancouver Whitecaps    |
| Semana 17 | Camilo Sanvezzo | Vancouver Whitecaps    |
| Semana 18 | Alan Gordon     | San Jose Earthquakes   |
| Semana 19 | Brad Knighton   | Vancouver Whitecaps    |
| Semana 20 | Camilo Sanvezzo | Vancouver Whitecaps    |
| Semana 21 | Chris Rolfe     | Chicago Fire           |
| Semana 22 | Álvaro Saborío  | Real Salt Lake         |
| Semana 23 | Lloyd Sam       | New York Red Bulls     |
| Semana 24 | Landon Donovan  | Los Angeles Galaxy     |
| Semana 25 | Robbie Keane    | Los Angeles Galaxy     |
| Semana 26 | Kelyn Rowe      | New England Revolution |
| Semana 27 | Robbie Keane    | Los Angeles Galaxy     |
| Semana 28 | Marco Di Vaio   | Montreal Impact        |
| Semana 29 | Obafemi Martins | Seattle Sounders FC    |
| Semana 30 | Steven Lenhart  | San Jose Earthquakes   |
| Semana 31 | Dominic Oduro   | Columbus Crew          |
| Semana 32 | Camilo Sanvezzo | Vancouver Whitecaps    |
| Semana 33 | Kekuta Manneh   | Vancouver Whitecaps    |
| Semana 34 | Gabriel Torres  | Colorado Rapids        |
| Semana 35 | Camilo Sanvezzo | Vancouver Whitecaps    |

### Jugador del mes
| Mes        | Futbolista      | Equipo              |
| ---------- | --------------- | ------------------- |
| Marzo      | Mike Magee      | Los Angeles Galaxy  |
| Abril      | Jack McInerney  | Philadelphia Union  |
| Mayo       | Jack McInerney  | Philadelphia Union  |
| Junio      | Mike Magee      | Chicago Fire        |
| Julio      | Camilo Sanvezzo | Vancouver Whitecaps |
| Agosto     | Robbie Keane    | Los Angeles Galaxy  |
| Septiembre | Dominic Oduro   | Columbus Crew       |
| Octubre    | Camilo Sanvezzo | Vancouver Whitecaps |

### Gol de la semana
| Semana    | Futbolista        | Equipo                 |
| --------- | ----------------- | ---------------------- |
| Semana 1  | Diego Valeri      | Portland Timbers       |
| Semana 2  | Daigo Kobayashi   | Vancouver Whitecaps    |
| Semana 3  | Rodney Wallace    | Portland Timbers       |
| Semana 4  | Chris Wondolowski | San Jose Earthquakes   |
| Semana 5  | Thierry Henry     | New York Red Bulls     |
| Semana 6  | Ryan Johnson      | Portland Timbers       |
| Semana 7  | Will Johnson      | Portland Timbers       |
| Semana 8  | Javier Morales    | Real Salt Lake         |
| Semana 9  | Jonathan Osorio   | Toronto FC             |
| Semana 10 | Luis Gil          | Real Salt Lake         |
| Semana 11 | Thierry Henry     | New York Red Bulls     |
| Semana 12 | Michel            | FC Dallas              |
| Semana 13 | Rodney Wallace    | Portland Timbers       |
| Semana 14 | Robbie Findley    | Real Salt Lake         |
| Semana 15 | Diego Valeri      | Portland Timbers       |
| Semana 16 | Darlington Nagbe  | Portland Timbers       |
| Semana 17 | Will Johnson      | Portland Timbers       |
| Semana 18 | Yordany Álvarez   | Real Salt Lake         |
| Semana 19 | Graham Zusi       | Sporting Kansas City   |
| Semana 20 | Javier Morales    | Real Salt Lake         |
| Semana 21 | DeAndre Yedlin    | Seattle Sounders FC    |
| Semana 22 | Álvaro Saborío    | Real Salt Lake         |
| Semana 23 | Cam Weaver        | Houston Dynamo         |
| Semana 24 | Federico Higuaín  | Columbus Crew          |
| Semana 25 | Giles Barnes      | Houston Dynamo         |
| Semana 26 | Kelyn Rowe        | New England Revolution |
| Semana 27 | Javier Morales    | Real Salt Lake         |
| Semana 28 | Kalif Alhassan    | Portland Timbers       |
| Semana 29 | Obafemi Martins   | Seattle Sounders FC    |
| Semana 30 | Diego Valeri      | Portland Timbers       |
| Semana 31 | Jared Jeffrey     | D.C. United            |
| Semana 32 | Camilo Sanvezzo   | Vancouver Whitecaps    |
| Semana 33 | Kalif Alhassan    | Portland Timbers       |
| Semana 34 | Tim Cahill        | New York Red Bulls     |
| Semana 35 | Diego Valeri      | Portland Timbers       |

## Equipo ideal de la temporada
| Pos. | Futbolista       | Equipo                 |
| ---- | ---------------- | ---------------------- |
| POR  | Donovan Ricketts | Portland Timbers       |
| DEF  | José Gonçalves   | New England Revolution |
| DEF  | Matt Besler      | Sporting Kansas City   |
| DEF  | Omar Gonzalez    | Los Angeles Galaxy     |
| MED  | Tim Cahill       | New York Red Bulls     |
| MED  | Will Johnson     | Portland Timbers       |
| MED  | Diego Valeri     | Portland Timbers       |
| MED  | Graham Zusi      | Sporting Kansas City   |
| DEL  | Marco Di Vaio    | Montreal Impact        |
| DEL  | Robbie Keane     | Los Angeles Galaxy     |
| DEL  | Mike Magee       | Chicago Fire           |

## Juego de las estrellas

### Juego de las Estrellas 2013
El Juego de las Estrellas 2013 fue la 18.ª edición del Juego de las Estrellas de la MLS que se llevó a cabo el 31 de julio de 2013 entre el equipo de estrellas de la Major League Soccer y la Roma de Italia, en un partido de carácter amistoso que se llevó a cabo en el Sporting Park en Kansas City, Kansas. El partido finalizó con un marcador de 3-1 a favor del equipo italiano, los goles del equipo de la Roma fueron de Kevin Strootman al minuto 4', Alessandro Florenzi al minuto 47' y Junior Tallo al minuto 69'; y por parte del equipo del equipo de las estrellas, anotó Omar González en el minuto 90'.